# Хорхе Делі Вальдес
Хорхе Луїс Делі Вальдес (ісп. Jorge Luis Dely Valdés; нар. 12 березня 1967, Колон) — колишній панамський футболіст, що грав на позиції нападника. По завершенні ігрової кар'єри — тренер. З 2009 року очолює тренерський штаб юнацької збірної Панами. Брат-близнюк Хуліо Делі Вальдеса та молодший брат Армандо Делі Вальдеса.
Виступав за національну збірну Панами.

## Клубна кар'єра
У дорослому футболі дебютував 1988 року виступами за команду клубу «Депортіво Парагвайо», в якій провів один сезон.
Згодом з 1989 по 2003 рік грав у складі команд клубів «Ель Порвенір», «Насьйональ», «Уніон Еспаньйола», «Консадолє Саппоро», «Сересо Осака», «Тосу Фьючерс», «Консадолє Саппоро», «Колорадо Рапідз», «Омія Ардія» та «Кавасакі Фронталє».
2003 року перейшов до клубу «Арабе Унідо», за який відіграв три сезони. Завершив професійну кар'єру футболіста виступами за команду цього клубу 2006 року.

## Виступи за збірну
1990 року дебютував в офіційних матчах у складі національної збірної Панами. Протягом кар'єри у національній команді, яка тривала 16 років, провів у формі головної команди країни 34 матчі, забивши 13 голів.
У складі збірної був учасником розіграшу Золотого кубка КОНКАКАФ 2005 року у США, де разом з командою здобув «срібло».

## Кар'єра тренера
Розпочав тренерську кар'єру відразу ж по завершенні кар'єри гравця, 2006 року, очоливши тренерський штаб національної збірної Панами, який полишив того ж року.
Того ж 2006 року став головним тренером юнацької збірної Панами, з якою також пропрацював менше року.
Згодом протягом 2007 року очолював молодіжну збірну Панами.
З 2009 року знову очолює тренерський штаб юнацької збірної Панами.

## Титули і досягнення
- Срібний призер Золотого кубка КОНКАКАФ: 2005